# 페르게
페르게(튀르키예어: Perge, 그리스어: Πέργη)는 아나톨리아 지역의 팜필리아의 고대 도시로, 현재 튀르키예 안탈리아 주에 위치한다.

페르게 - Perge - Πέργη
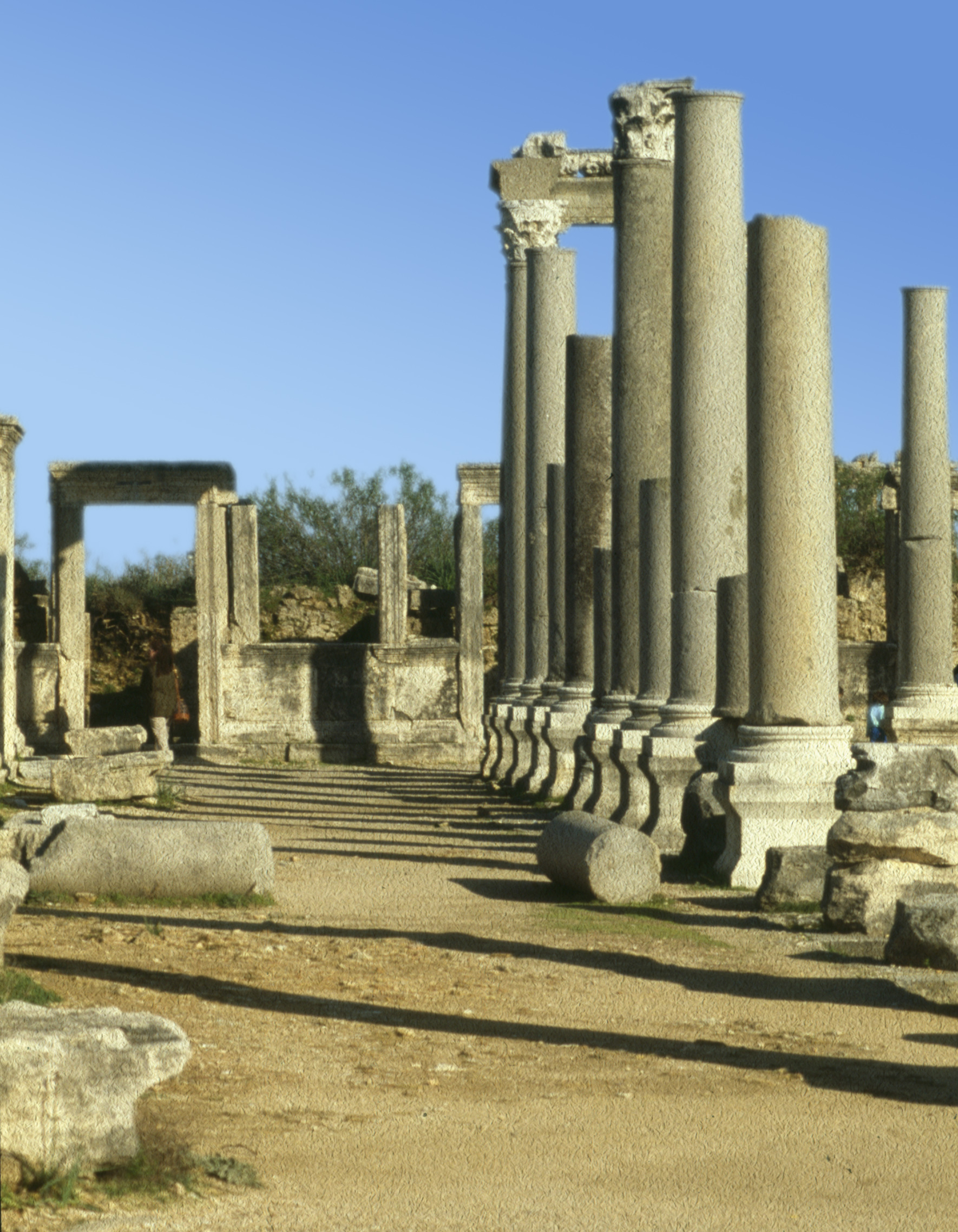
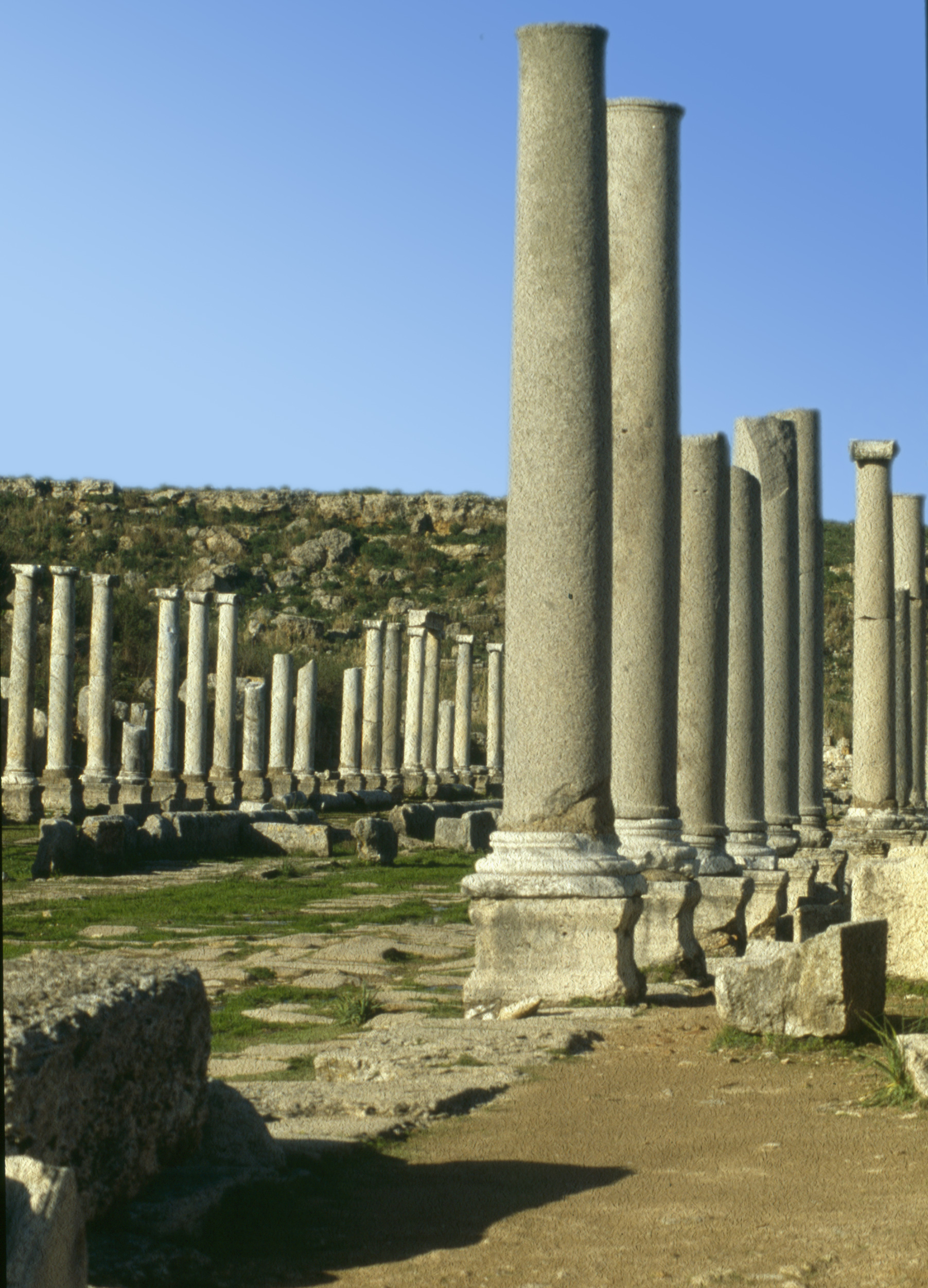
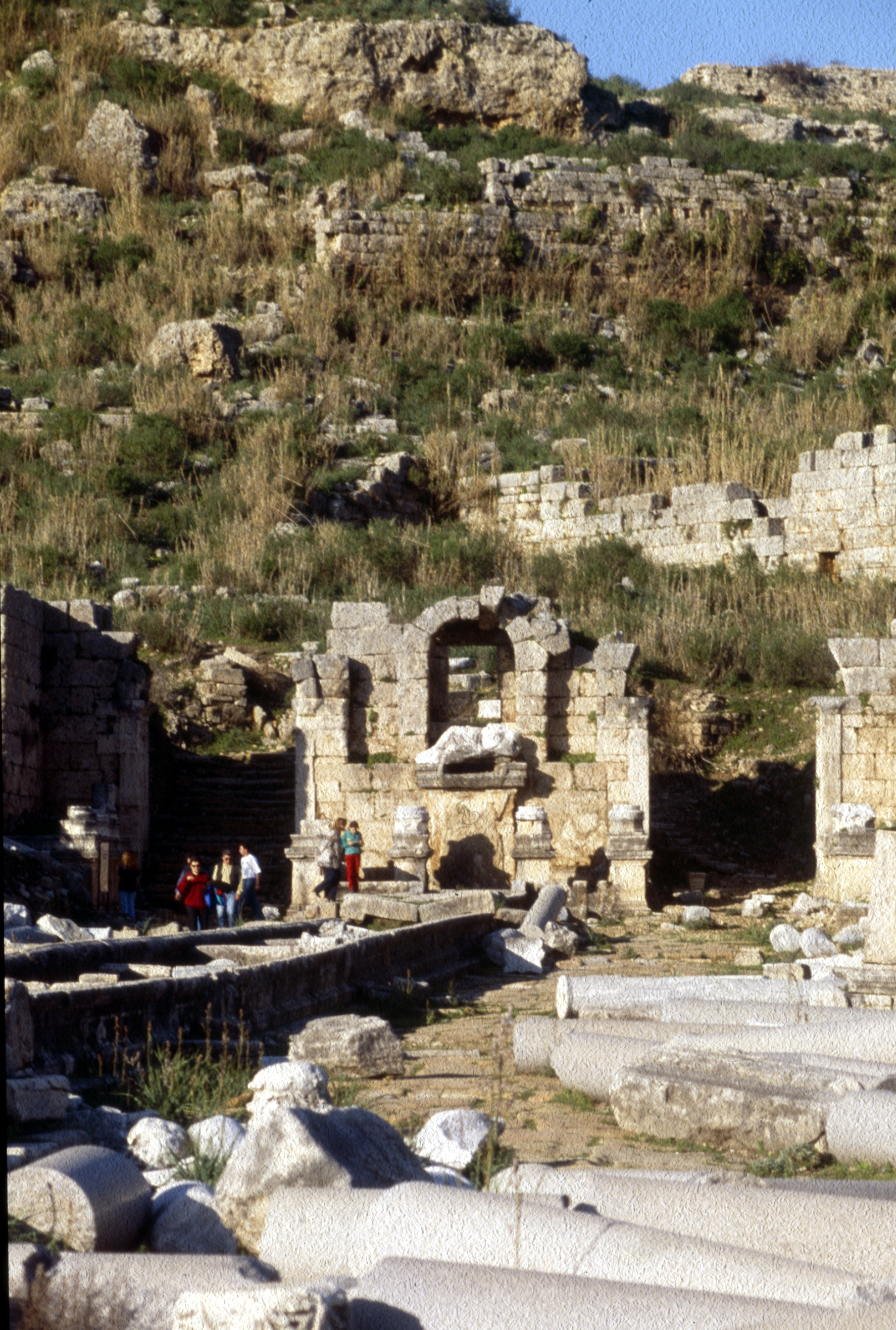
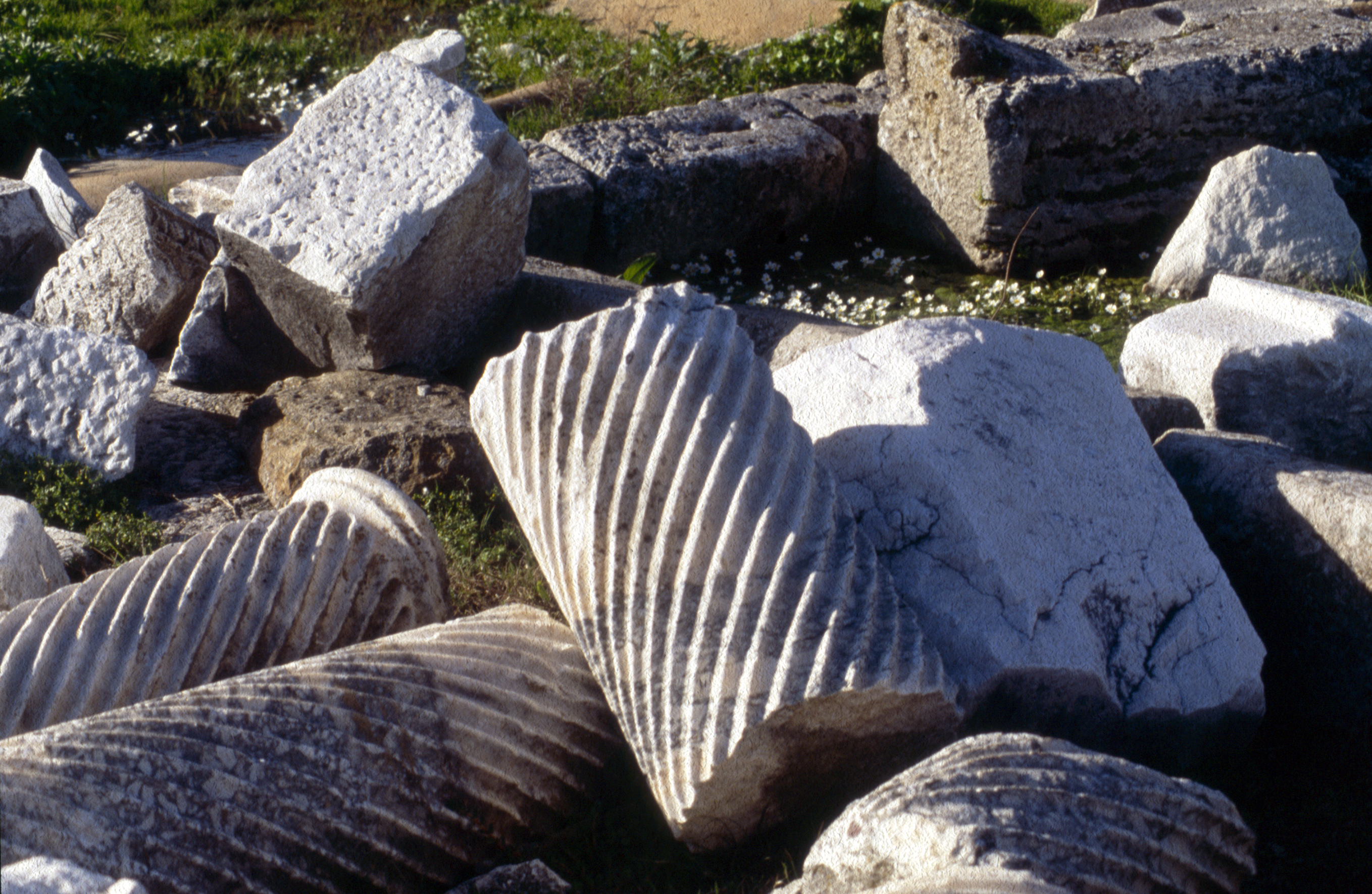
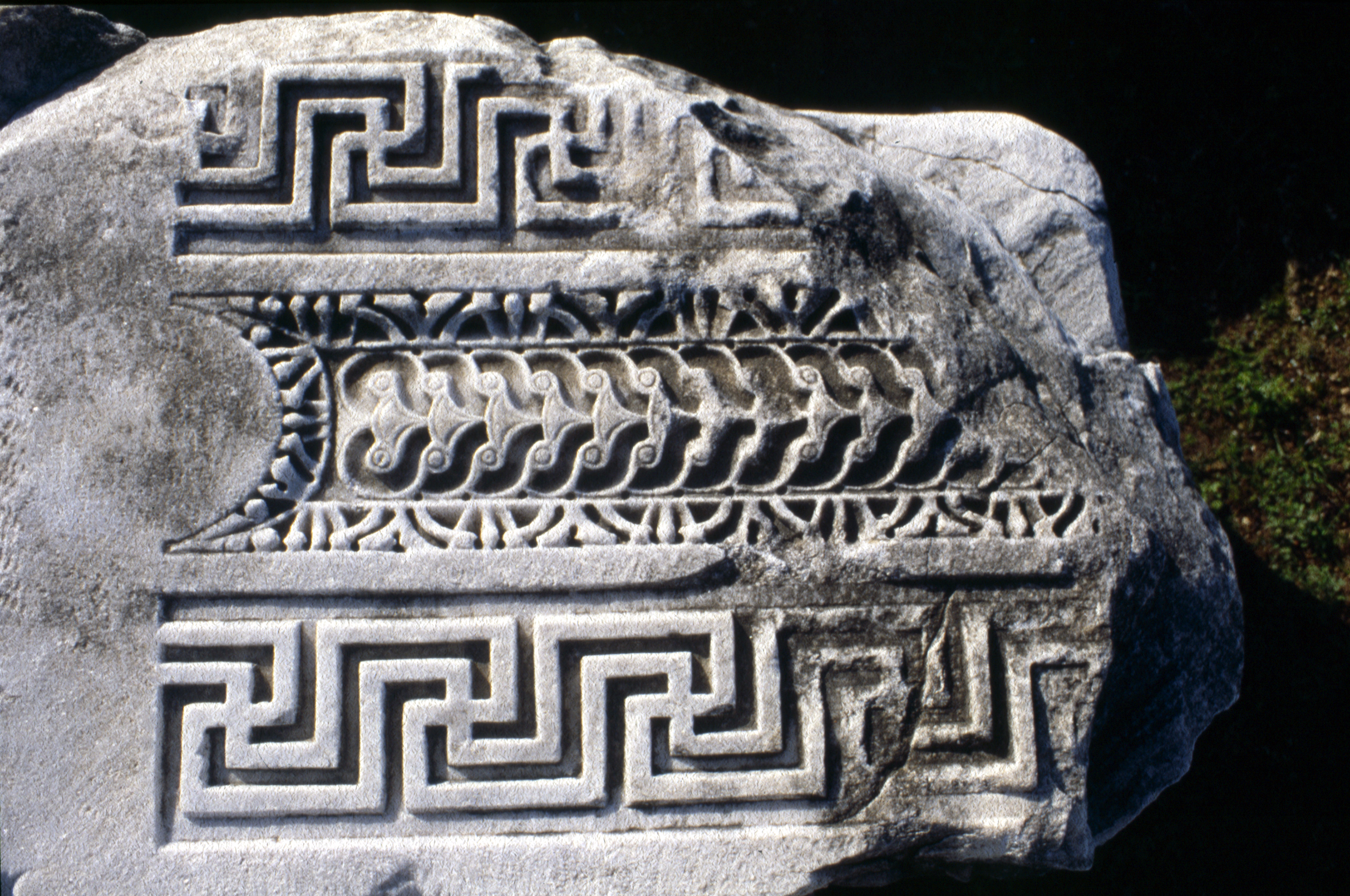
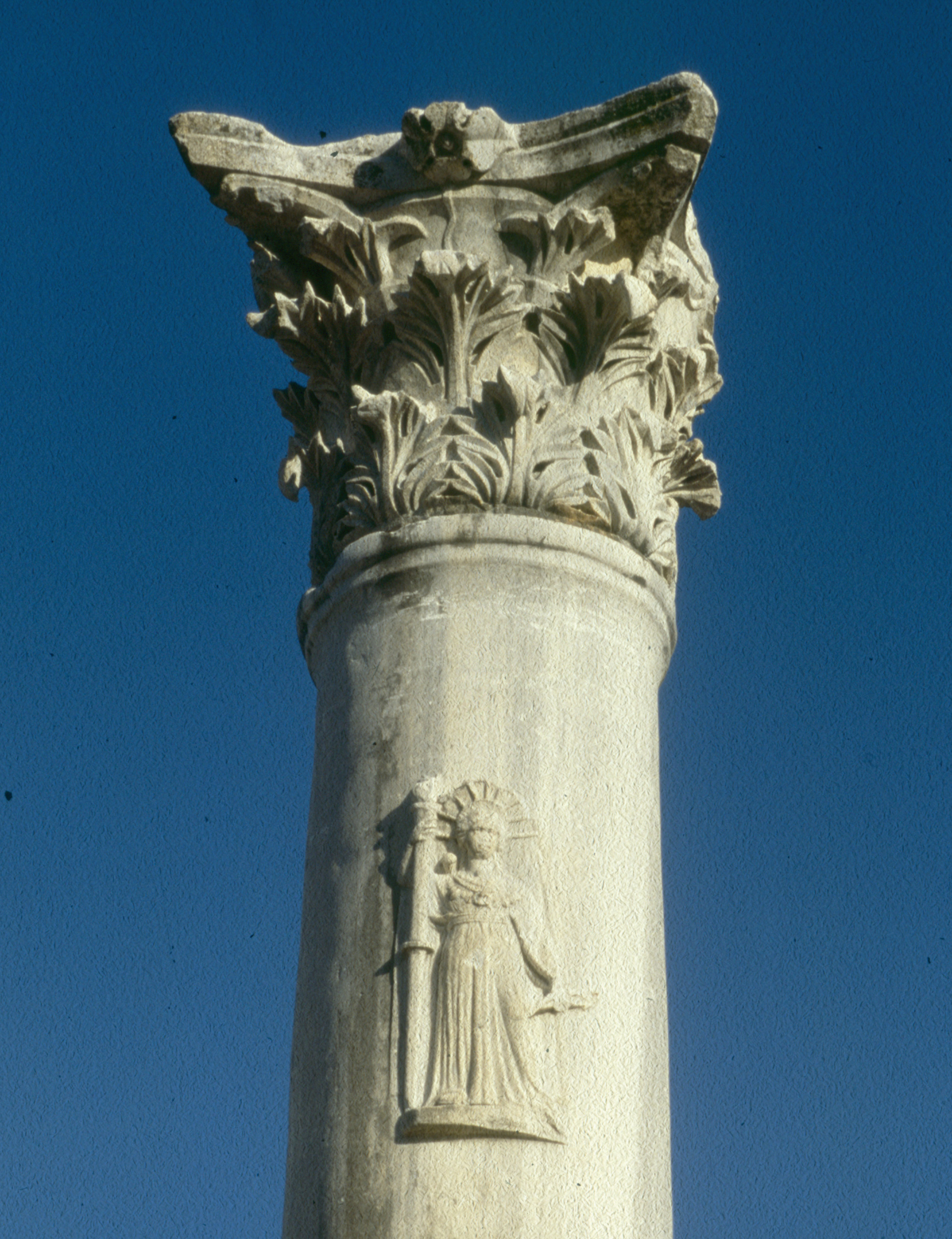